# Manquillos
Manquillos ist ein nordspanisches Dorf und Hauptort einer Gemeinde (municipio) mit 58 Einwohnern (Stand: 2024) in der Provinz Palencia in der Autonomen Gemeinschaft Kastilien-León. 

## Lage und Klima
Manquillos liegt in der Region Tierra de Campos auf der kastilischen Hochebene in einer Höhe von ca. 755 m. Die Provinzhauptstadt Palencia befindet sich mit ihrem Stadtzentrum etwa 18 Kilometer (Fahrtstrecke) südsüdöstlich.
Das Klima im Winter ist durchaus kalt, im Sommer dagegen warm bis heiß; die eher spärlichen Regenfälle (ca. 528 mm/Jahr) fallen überwiegend im Winterhalbjahr.

## Bevölkerungsentwicklung
| Jahr      | 1970 | 1981 | 1991 | 2001 | 2011 | 2021 |
| --------- | ---- | ---- | ---- | ---- | ---- | ---- |
| Einwohner | 122  | 91   | 98   | 67   | 69   | 61   |

## Sehenswürdigkeiten

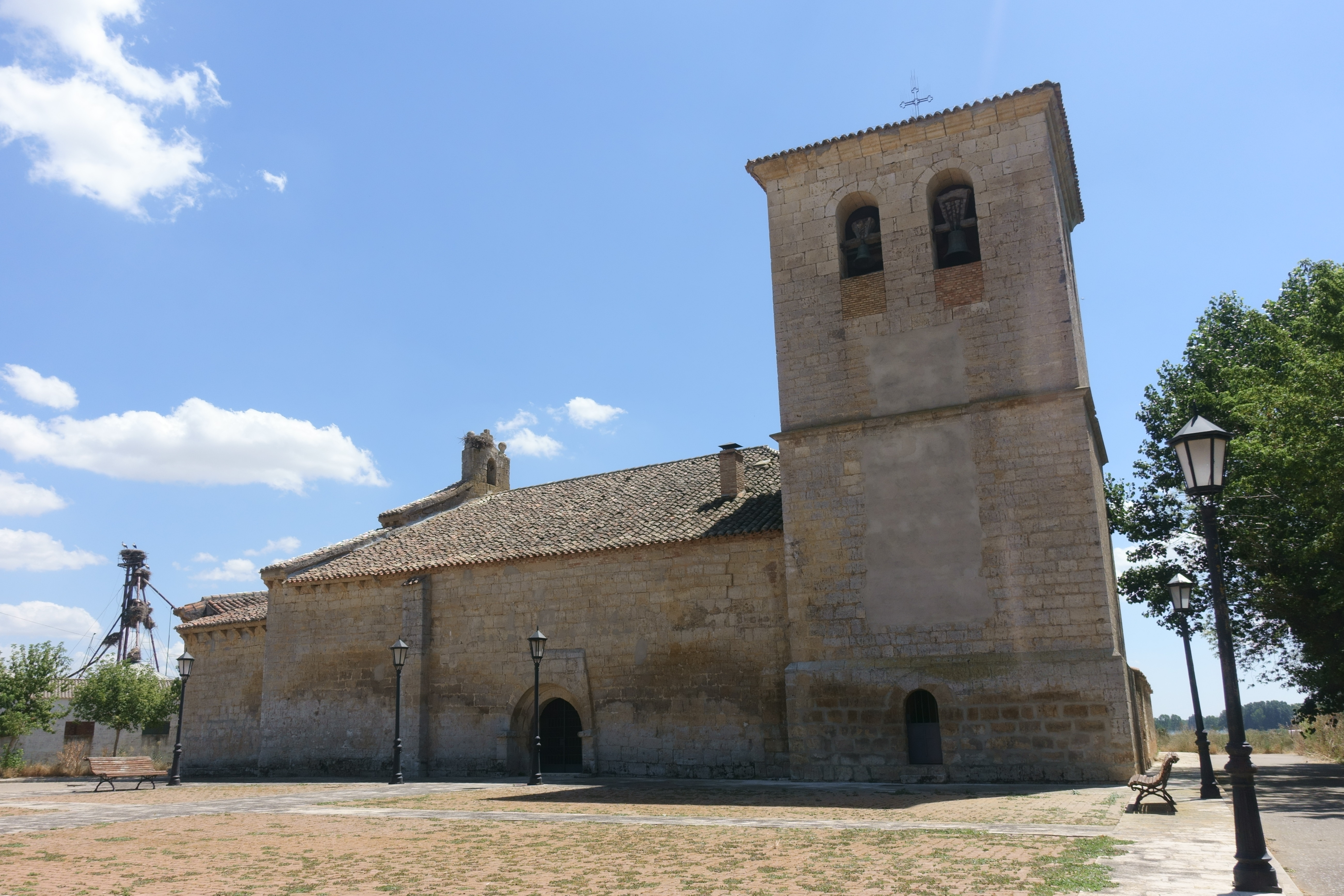
Kirche Mariä Himmelfahrt
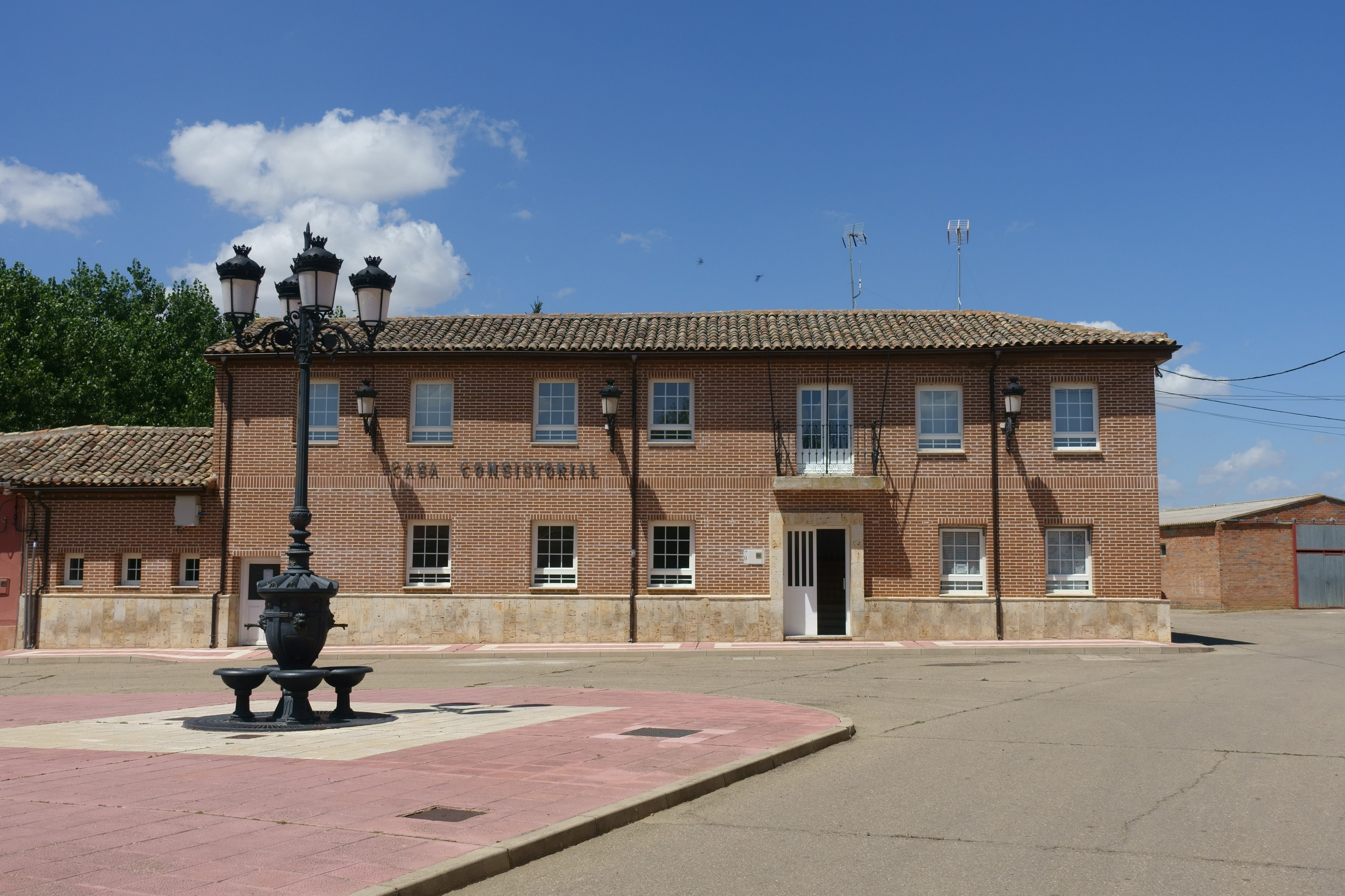
Rathaus

- Kirche Mariä Himmelfahrt
- Rathaus